# Alias Günter Wallraff
alias Günter Wallraff ist ein Dokumentarfilm des DEFA-Studios für Dokumentarfilme von Roland Steiner aus dem Jahr 1988.

## Handlung
Zum Beginn des Films sieht man den bundesdeutschen Schriftsteller Günter Wallraff beim Training für einen 100 Kilometer-Lauf, während aus dem Off Teile seines Lebens, bis zum Erscheinen seines Buches Ganz unten, mit wenigen Worten und Bildern erzählt werden. Die nächste Einstellung zeigt ihn mit seiner Mutter auf dem Balkon ihrer Wohnung, wo sie sich über das Verhältnis zu den Mitbewohnern unterhalten, die sich immer darüber aufregten, wie er als junger Mensch kleidungsmäßig herumgelaufen ist, als er noch zu Hause wohnte. In seinem Tagebuch schreibt er schon als 17-Jähriger, dass er sich immer gern verkleiden und in andere Rollen schlüpfen würde.
Nach der Veröffentlichung seines Buches Ganz unten erhält Günter Wallraff monatlich mehrere Hundert Briefe, mit der Bitte um Unterstützung. Es folgt im Film ein Gespräch mit einem jungen Mann, der trotz Ausbildung zum Schweißer keine Anstellung bekommt. Gemeinsam versuchen sie eine Lösung zu finden, obwohl der Arbeitsmarkt in Oberhausen, auf Grund vieler Betriebsschließungen, kaum Möglichkeiten bietet. Auch ein Blick in seine Freizeitbeschäftigung wird gezeigt, allerdings beginnt das Schachspiel erst um Mitternacht, die Kamera wird erst um 1:30 Uhr eingeschaltet. Da er aber an diesem Abend telefonisch über eine Pressekampagne gegen ihn informiert wird, verliert er alle Partien. Diese Kampagne, in der es um einen ehemaligen Mitarbeiter geht, der ihn jetzt finanziell erpressen wollte und da Günter Wallraff darauf nicht eingegangen ist, sich deshalb an die Presse wandte, ist auch Gegenstand eines Gesprächs Wallraffs mit seinem Rechtsanwalt, welches gezeigt wird. Hier passt auch die Information aus dem Off, dass Wallraff im vergangenen Jahr 12 Prozesse geführt hat.
Mit etwa 1,7 Millionen Mark aus dem Verkauf des Buches Ganz unten bringt sich Günter Wallraff in die Stiftung zusammen leben e.V. ein, in der er gemeinsam mit deutschen und ausländischen Mitbürgern sich in Duisburg an der Schaffung menschenwürdiger Wohnungen für bedürftige Familien beteiligt. Bei einem Treffen Wallraffs mit betroffenen Bürgern ist auch die Kamera dabei, bevor sie sich Wohnungen ansehen, die in Frage kommen.
Etwa 12 Minuten des Films, die auf die gesamte Länge des Films verteilt sind, werden durch Interviews mit Günter Wallraff in Anspruch genommen, die viele Fragen seines Lebens betreffen, deren Niederschrift aber den Rahmen dieses Artikels sprengen würde. 

## Produktion und Veröffentlichung
alias Günter Wallraff wurde unter dem Arbeitstitel Wallraff auf ORWO-Color gedreht und hatte am 22. April 1988 seine Erstaufführung.